# Zuringsnuitkever
De zuringsnuitkever (Rhinoncus pericarpius) is een keversoort uit de familie snuitkevers (Curculionidae). 

## Beschrijving
De kever is 2,5 tot 3,4 millimeter groot. Hij is grijs gekleurd en heeft aan de bovenzijde van de dekschilden een roomkleurige vlek.

## Verspreiding en leefwijze
De zuringsnuitkever is inheems en wijdverspreid in het Palearctisch gebied. De soort is geïntroduceerd in Noord-Amerika. 
In de lente en zomer is de kever te vinden op zuringsoorten als ridderzuring (Rumex obtusifolius) en veldzuring (R. acetosa). De larve leeft in de stengels van de waardplant.